# Egg
Egg — британская группа кентерберийской сцены, образованная в июле 1968 года Дейвом Стюартом (орган), Монтом Кемпбеллом (бас и вокал) и Клайвом Бруксом (барабаны). В 1968 году эти музыканты совместно с гитаристом Стивом Хиллиджем образовали группу Uriel. После его ухода из группы в том же году группа некоторое время продолжала использовать название Uriel, но в начале 1969 года сменила его на Egg.

## История
Поначалу музыканты исполняли чужие композиции в собственных аранжировках. Постепенно под влиянием новаторских музыкальных идей Кита Эмерсона и трио The Nice (также включавшего орган, бас и барабаны) Кемпбелл и Стюарт стали писать для группы оригинальный материал в духе фьюжна классики и рока. В конце концов, музыка Egg стала очень сложной и плотной с постоянно меняющимися тактовыми размерами и тональностями. Например, у первого и единственного сингла группы «Seven Is a Jolly Good Time» припев написан в размере 7/4.
В целом музыку Egg можно охарактеризовать как органный прогрессивный рок с элементами психоделии. Музыка прекрасно структурирована и композиционно выстроена, содержит элементы классики (в основу одной из композиций положена «Токката» Баха) и джаза. Репертуар сбалансировано сочетал вокал и инструментальный материал. Тексты Кемпбелла демонстрировали типично британский абсурдно-ироничный юмор, характерный для многих представителей Кентерберийской сцены.
За четыре года своего существования, Egg выпустил два альбома. В каждом из них было по одной очень длинной инструментальной пьесе, занимавшей целую сторону пластинки. В дебютном альбоме Egg (1970) — это композиция «The Symphony No.2», а во втором альбоме The Polite Force (1971) — фантасмагория из классики, джаза и рока под названием «Long Piece No.3».
Из-за недостаточного количества концертов, после упорной борьбы за выживание Egg в конце концов распался в июле 1972 года, оставив довольно много так и не записанных композиций.
Летом 1974 года Egg воссоединился для записи третьего альбома The Civil Surface, на котором вновь можно услышать умные, богатые идеями джемы в лучших традициях группы, такие как «Germ Patrol» и «Enneagram». Гостевыми музыкантами в альбоме были Стив Хиллидж, женское вокальное трио The Northettes и музыканты из группы Henry Cow Тим Ходжкинсон и Линзи Купер.
В 1975 году Стюарт вместе с лидером Gilgamesh Аланом Гоуэном сформировал группу National Health, в состав которой первоначально вошёл и Кемпбелл. После годичного выступления в составе National Health Кемпбелл на два десятилетия исчез из поля зрения, и объявился только в 1996 году с сольным альбомом Music from a Round Tower. Брукс ушёл в блюз-роковую группу Groundhogs, в которой работал вплоть до начала 1980-х годов.
После ухода из National Health в 1979 году Стюарт работал сольно. В 1981 году он написал каверы двух песен, попавших в национальные чарты Великобритании — сначала «What Becomes of the Broken Hearted» вместе с бывшим вокалистом The Zombies Колином Бланстоуном и затем «Its My Party (and I’ll Cry If I Want To)» вместе с бывшей вокалисткой The Northettes Барбарой Гаскин.

## Дискография

### Оригинальные альбомы
- Egg (1970)
- The Polite Force (1971)
- The Civil Surface (1974)

### Сборники
- Seven is a Jolly Good Time (1985)
- The Metronomical Society (2007)